# Debra Kalman
Debrah Kalman is een Amerikaans voormalig actrice. Ze speelde Lucy in de Nickelodeonserie Hey Dude. Nadat de show was afgelopen, speelde Kalman in twee films gespeeld, namelijk Hangman's Curse en The Visitation. Ze ging verder als model.
Kalman werd in 1992 moeder van een dochter en in 1994 van nog een dochter. Ze werd stiefmoeder van twee andere kinderen.